# Paula Omodeo
Paula Omodeo (nacida el 19 de agosto de 1986) es una abogada y política argentina, que se desempeña como diputada nacional por la provincia de Tucumán desde 2021. Preside la fuerza provincial CREO Tucumán que a su vez integró la ex-coalición Juntos por el Cambio y su interbloque en la Cámara de Diputados.

## Biografía
Nacida en 1986, en 2009 se recibió de abogada en la Universidad Austral, comenzando más tarde una maestría en derecho administrativo en la misma casa de estudios. Ejerció el derecho en diversos estudios de abogados en la ciudad de Buenos Aires y en Tucumán, siendo también profesora de derecho administrativo en la Pontificia Universidad Católica Argentina Santa María de los Buenos Aires y profesora invitada en la Universidad Nacional de Tucumán.
En el ámbito público, entre 2011 y 2013 se desempeñó como asesora en la Secretaría Legal y Técnica de la Presidencia de la Nación encabezada por Carlos Zannini.
En 2020, junto con otras figuras como Sebastián Murga (presidente de la Sociedad Rural de Tucumán), fue fundadora del partido político provincial CREO Tucumán, siendo además elegida presidenta del mismo. El partido se incorporó a la coalición Juntos por el Cambio (JxC) en la provincia de Tucumán y, de esta manera, compitió en las internas de JxC en las elecciones primarias de 2021, integrando una lista con apoyo de intendentes de la Unión Cívica Radical. En la misma ocupó el segundo lugar, secundando al radical Roberto Sánchez, intendente de Concepción. Dicha lista triunfó, superando a las listas encabezadas por la entonces senadora Silvia Beatriz Elías de Pérez y por Ramiro Beti.
En las elecciones legislativas de ese año, la lista de JxC quedó en segundo lugar, con los votos suficientes para que fuera elegida diputada nacional por la provincia de Tucumán. En la Cámara de Diputados, conformó el monobloque CREO que integra el interbloque de Juntos por el Cambio.